# Наседкина, Анна Владимировна
Анна Владимировна Наседкина (род. 5 апреля 1978, Ирбит, Свердловская область) — российский иконописец.

## Биография
Родилась 5 апреля 1978 года в городе Ирбит Свердловской области в семье художников. Отец — Наседкин Владимир Никитович — художник, живописец, график, скульптор, фотограф, автор объектов и инсталляций. Мать — Наседкина Антонина Александровна, реставратор масляной живописи 1 категории.
С 1997 года начинает активную выставочную деятельность как художник-график, работая в различных графических техниках: линогравюра, офорт, акварель, рисунок.
В 2000 г. окончила художественно-графический факультет Нижнетагильского государственного педагогического института. В 2000 году поступает и в 2005 заканчивает иконописную школу при Московской Духовной Академии в Сергиевом Посаде.
Живёт и работает в Сергиевом Посаде и в Москве.
С 2005 года член Творческого Союза Художников России (секция иконописи). С 2007 года член Союза Художников России.
С 2013 года член Московского Союза Художников (секция монументально-декоративного искусства).

## Коллективные выставки
- 1997 Палитра молодых. Нижний Тагил
- 1998 III международная биеннале графики малых форм. Вильнюс. Литва
- 1999 IV международная биеннале гравюры сухой иглой. Ужице. Югославия

IV международная биеннале современной гравюры Плоэшти. Румыния
Международная выставка гравюры малых форм. Кадакис. Испания
Международная выставка графики. Торунь. Польша
- 2000 II международная выставка «Искусство — детям». Донецк. Украина

Международная выставка гравюры малых форм. Кадакис. Испания
- 2003 Всероссийская выставка акварели. Тюмень
- V международная триеннале экологического плаката и графики «4-й БЛОК». Харьков Украина
- VI международная триеннале эстампа малых форм. Шамальер. Франция
- Международная выставка гравюры малых форм. Кадакис. Испания
- 24-я Весенняя молодёжная выставка МОСХ. Москва
- I Всероссийский конгресс экслибриса. Вологда
- II Томская триеннале рисунка. Томск
- 2005 Республиканская молодёжная выставка «МЕЖДУ…». Москва. Московский Музей современного искусства.
- Московский международный художественный Салон ЦДХ-2005. Москва. ЦДХ
- Церковное искусство монументалистов Москвы. Москва. МСХ
- 2-я Всероссийская художественная выставка «Возрождение». Белгород
- 2006 2-я Всероссийская художественная выставка «Современное храмовое искусство». Ярославль
- Современная православная икона. Хабаровск. Дальневосточный художественный музей
- 2007 Международная выставка православного искусства «Свет Миру». Москва. Манеж
- 2008 Всероссийская выставка «Отечество». Москва. ЦДХ
- Региональная художественная выставка «Художники центральных областей России». Ярославль.
- Всероссийская художественная выставка «Возрождение». Тамбов
- 2009 Всероссийская выставка «Россия-XI». Москва. ЦДХ.
- 2010 Всероссийская молодёжная выставка. Москва. ЦДХ.
- 2011 Художники Сергиева Посада. Иваново. Кострома.
- 2012 Персональная выставка в рамках акции "Искусство района в руках молодежи" г. Краснозаводск
- 2013 Обменная выставка "Художники Сергиева Посада в Рязани". Рязань.
- "Осенний салон". Сергиев Посад
- "Свеча неугасимая". Сергиев Посад
- 2014  ХI региональная выставка «Художники центральных областей России». Липецк
- Всероссийская художественная выставка «Россия ХII». Москва. ЦДХ
- Всероссийская выставка "Возрождение 5". Рязань
- Персональная выставка. Сергиев Посад. Союз художников
- 2015 Международная выставка "Победа". Москва. ЦДХ
- Обменная выставка Сергиев Посад-Белгород
- 2016 Обменная выставка Сергиев Посад-Орехово-Зуево
- Рождественская выставка . Сергиев Посад
- 2017 Обменная выставка Сергиев Посад-Казань
- в красках. Монументальная секция МСХ. Москва
- НАГРАДЫ
- Диплом Международной биеннале печатной графики «Iosef Iser». 1999. Плоэшти. Румыния
- Диплом благотворительного фонда им. Св. Николая. 2003. Москва
- Диплом II Всероссийской художественной выставки « Возрождение». 2005. Белгород
- Почетный диплом Московского Союза Художников на выставке «Церковное искусство монументалистов Москвы». 2005. Москва
- Диплом лауреата и золотой нагрудный знак Союза художников России на Всероссийской молодёжной выставке. 2010 г. Москва. Манеж
- Юбилейная медаль Русской Православной Церкви “В память 1000-летия преставления равноапостольного великого князя ВЛАДИМИРА”. 2016. Москва

## Коллекции
- Томская областная картинная галерея, Томск
- Тюменский областной музей изобразительных искусств, Тюмень
- Вологодская областная картинная галерея, Вологда
- Ирбитский государственный музей изобразительных искусств
- Нижнетагильский музей изобразительных искусств. Нижний Тагил

а также в храмах России, США, Белоруссии, Украины:
- Храм св. Иннокентия Иркутского. г. Люберцы
- Храм св. Иоанна Русского. г. Москва
- Храм св. Николая. г. Москва
- Храм Блаженной Ксении Петербургской. г. Клин
- Храм св. Апостола Луки. г. Бахчисарай. Украина
- Храм святого великомученика Пантелеймона. г. Москва
- Храм Преображения Господня. г. Москва
- Храм новомучеников и исповедников Российских. г. Алапаевск. Свердловская область
- Храм Преображения Господня. с. Серебрянка, Свердловская область
- Храм преп. Сергия Радонежского. г. Мозырь. Белоруссия
- Храм Знамения Божией Матери. г. Барнаул
- Храм св. Пантелеймона. ЦКБ. Москва
- Храм св. Николая Чудотворца. Крепость Брест. Белоруссия
- Свято-Богоявленский Кутеинский мужской монастырь. г. Орша, Белоруссия
- Серафимо-Знаменский скит. Московская область
- Храм св. Патриарха Тихона. г. Анкоридж, Аляска, США.
- Храм Серафима Саровского. Дивеево. с. Цыгановка